# Veliko Trgovišće
Veliko Trgovišće is een dorp en gemeente in Kroatië, in de provincie Krapina-Zagorje. De naam Veliko Trgovišće betekent letterlijk: Grote marktplaats. De gemeente telt 5220 inwoners (2001), en omvat de volgende plaatsen:
- Veliko Trgovišće
- Bezavina
- Domahovo
- Družilovec
- Dubrovčan
- Jalšje
- Jezero Klanječko
- Mrzlo Polje
- Požarkovec
- Ravnice
- Strmec
- Turnišće Klanječko
- Velika Erpenja
- Vilanci
- Vižovlje

## Bekendheid
In 1922 werd in het dorpje Veliko Trgovišće Franjo Tuđman geboren, de latere president van Kroatië.

## Externe links

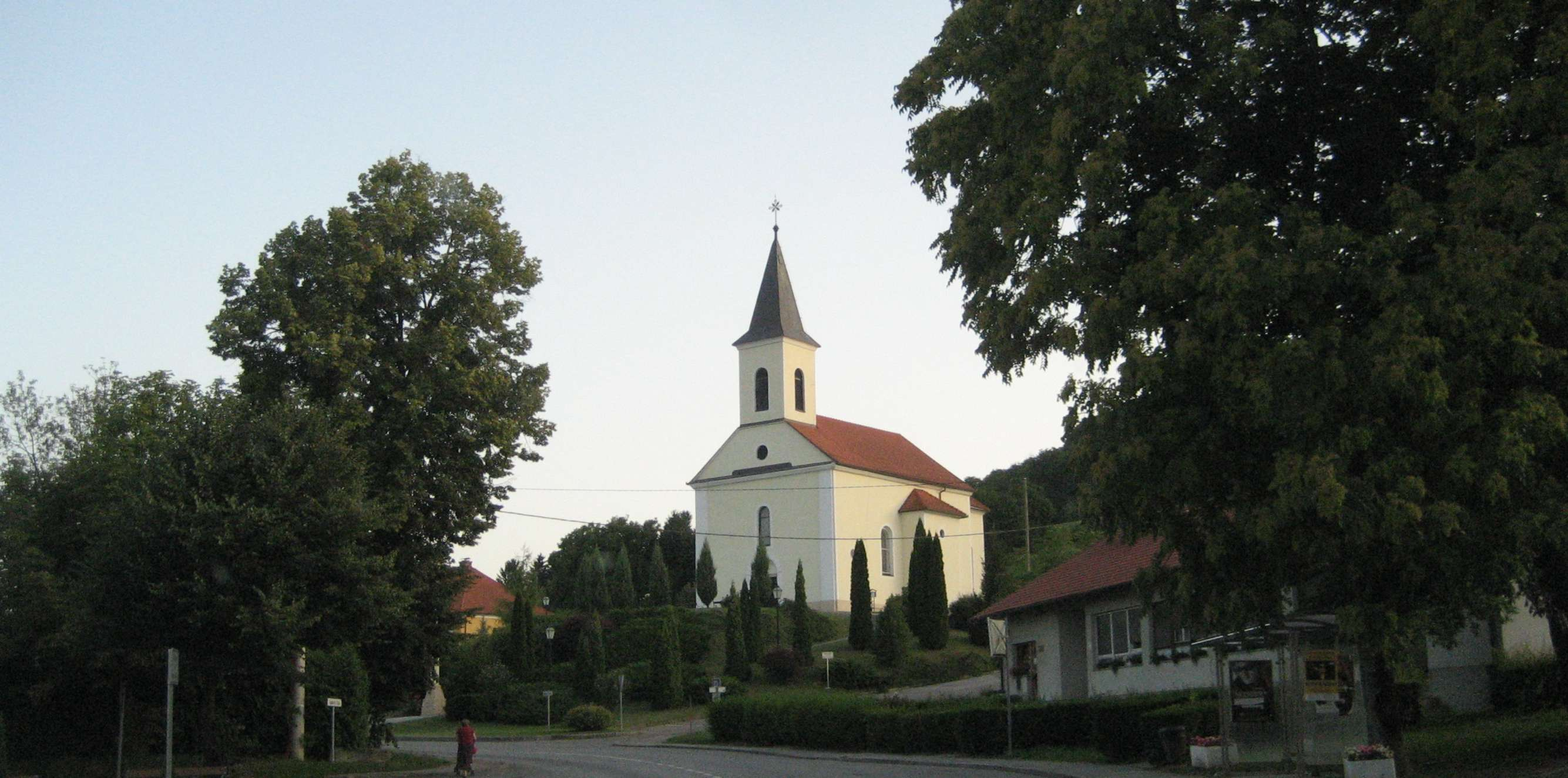
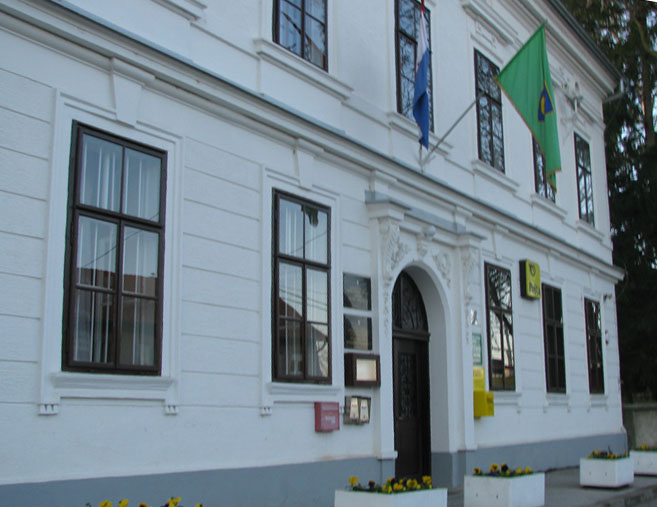
Gemeentehuis
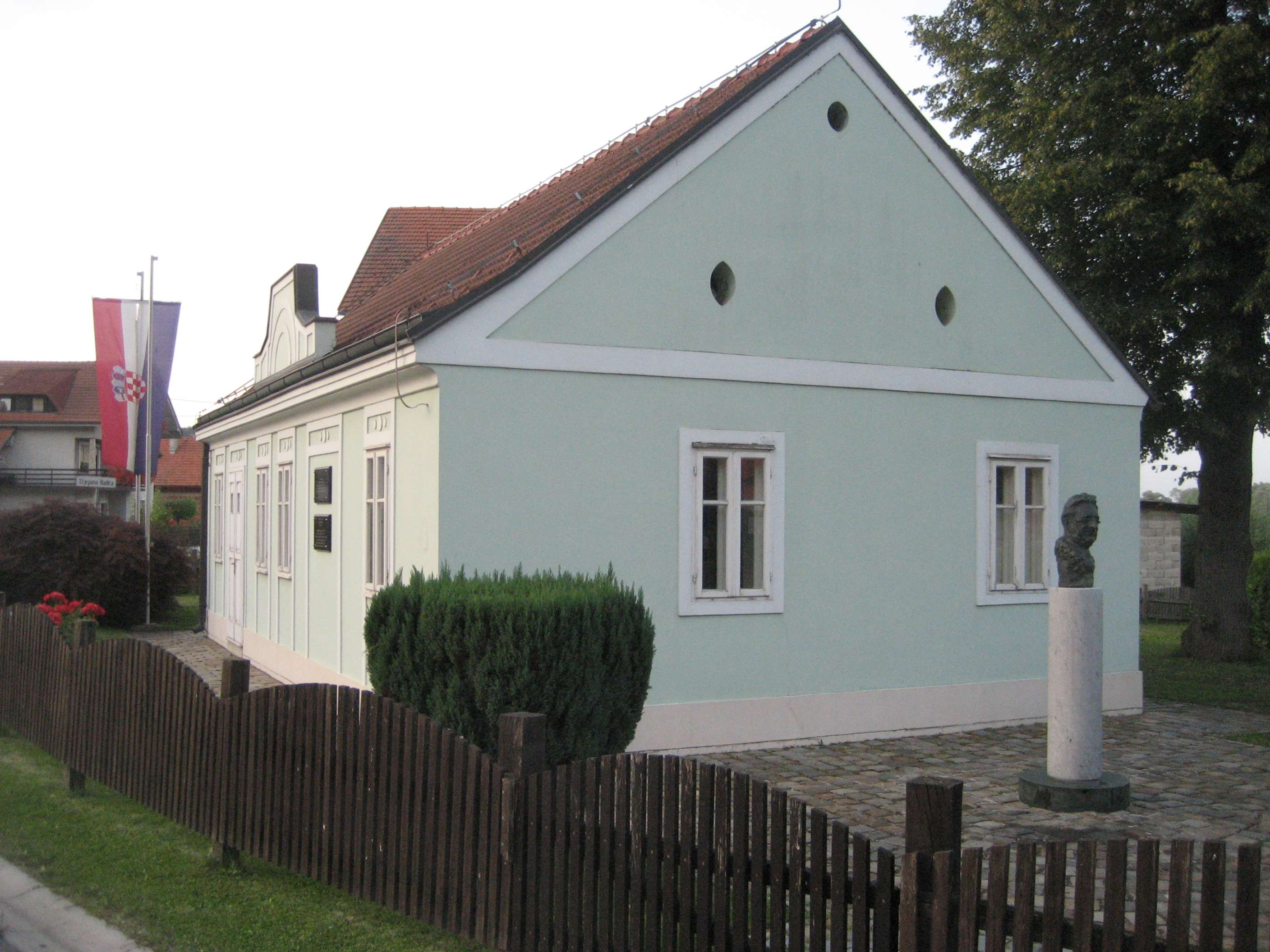
Geboortehuis van Franjo Tudman

## Geboren
- Franjo Tuđman (1922-1999), president van Kroatië (1990-1999)

Steden (gradovi): Krapina · Donja Stubica · Klanjec · Oroslavje · Pregrada · Zabok · Zlatar

Gemeenten (općine): Bedekovčina · Budinščina · Desinić · Đurmanec · Gornja Stubica · Hrašćina · Hum na Sutli · Jesenje · Kraljevec na Sutli · Krapinske Toplice · Konjščina · Kumrovec · Marija Bistrica · Lobor · Mače · Mihovljan · Novi Golubovec · Petrovsko · Radoboj · Sveti Križ Začretje · Stubičke Toplice · Tuhelj · Veliko Trgovišće · Zagorska Sela · Zlatar-Bistrica